# Христо Сърбинов
Христо Сърбинов (Сърбов) Христов е български революционер, деец на Вътрешната македоно-одринска революционна организация.

## Биография
Христо Сърбинов е роден през 1882 година в град Енидже Вардар, тогава в Османската империя. Грамотен е, а по професия е шивач (терзия). Междувременно се присъединява към ВМОРО.
След Младотурската революция от юли 1908 година става деец на Съюза на българските конституционни клубове и е избран за делегат на неговия Учредителен конгрес от Енидже Вардар.